# Hanne Unna
Hanne Joachimine Unna, født Kiærskou (2. december 1831 i København – 29. august 1879 i Trujillo) var en dansk landskabsmaler.
Hun var datter af F.C. Kiærskou og uddannede sig under sin faders vejledning til kunstnerinde og udstillede 1854 som Hanne Kiærschou et landskabsparti fra Fyn. Da hendes ældre søster Frederikke Ida Dorothea Kiærskou (1828-1855), som havde været gift med konsul Nikolaj Christian Schyth i Valparaiso i Chile, var død, rejste hun, efter opfordring, til Sydamerika og ægtede der sin svoger. Senere (1858) blev hun i Truxillo i Peru gift med musik- og sproglærer Herman Unna fra Helsingør (27. januar 1826 – 11. juni 1890), søn af købmand Simon Unna (1792-1852) og Johanne Marie f. Schrøder (1800-1877} samt broder til arkitekt Vilhelm Kleins hustru. Hun vedblev under sit ægteskab med sin kunstneriske virksomhed og malede ikke få billeder. Året før sin død fik hun på en kunst- og industriudstilling i Truxillo en sølvmedalje for sine udstillede arbejder (31. juli 1878). Hun længtes meget efter at vende tilbage til Danmark, men inden hun fik sit ønske opfyldt, døde hun i Trujillo den 29. august 1879. Hendes mand vendte senere tilbage til Danmark og døde her.